# یوهی فوجینامی
یوهی فوجینامی (به ژاپنی: 藤波勇飛، متولد ۲۷ مهٔ ۱۹۹۶) کشتی‌گیر آزادکار تیم ملی ژاپن است.
از افتخارات وی می‌توان به کسب مدال برنز وزن ۷۰ کیلوگرم در مسابقات قهرمانی کشتی جهان ۲۰۱۷ اشاره کرد.

## مسابقات قهرمانی کشتی جهان ۲۰۱۷
فوجینامی در وزن ۷۰ کیلو مسابقات قهرمانی کشتی آزاد جهان ۲۰۱۷ پاریس حاضر بود که در دورهای اول تا سوم ژومبور گولیاش از مجارستان، میروسلاو کیروف از بلغارستان و مصطفی حسین‌خانی از ایران را شکست داد اما در نیمه نهایی به جیمز گرین از آمریکا شکست خورد و به دیدار رده‌بندی رفت. وی در دیدار رده‌بندی زورابی اربوتسوناشویلی کشتی‌گیر گرجی را شکست داد و مدال برنز وزن ۷۰ کیلوگرم را بدست آورد.